# 비에이리냐
비에이리냐(포르투갈어: Vieirinha)라고 알려진, 아델리누 안드레 비에이라 프레이타스(포르투갈어: Adelino André Vieira Freitas, 1986년 1월 24일 기마랑이스 ~)는 수페르리가 엘라다에 참가중인 PAOK에서 윙어, 라이트 백로 뛰는 포르투갈의 축구 선수이다.
양발을 능숙하게 쓰는 그는 포르투에서 선수 생활을 시작하였지만, 대부분의 선수 생활을 PAOK, 볼프스부르크에서 보냈다.
비에이리냐는 2013년에 포르투갈 축구 국가대표팀 데뷔를 하였다.

## 클럽 경력

### 포르투
기마랑이스에서 태어났고 고향의 축구팀인 비토리아 유스팀 출신 비에이리냐는 포르투에서 관심을 받았고 마침내 그의 유소년 생활을 포르투에서 마치게 되었다. 2부 리그 팀 마르쿠에서 6개월간의 임대 생활을 마친후, 2006-07 시즌에 그는 1군팀에 합류했고, 4년의 프로계약을 맺었다.
비에이랴는 그의 첫 공식 경기를 비토리아와의 수페르타사 칸디두 드 올리베이라에서 70분에 교체 선수로 출전하면서 뛰었고 89분에 그날 경기의 마지막 골을 넣으며, 팀의 3-0 승리로 끝났다.
팀 동료 디오구 발렌트, 파울루 마샤두와 함께 1부 리그로 승격한 레이숑이스로 2007-08 시즌 동안 임대를 갔다.

### PAOK
비에이리냐는 포르투로 돌아온 후, 그와 같은 포르투갈 출신 감독 페르난두 산투스 감독의 요청에 따라 즉시 PAOK로 임대를 떠났다. 시즌 장기 임대가 정해졌고, 세르지우 콘세이상과 함께 발을 맞추게 되었다. 몇 경기를 치르고 나서, 그는 더비 라이벌 아리스 테살로노키와의 경기에서 다음 시즌 후에 PAOK에 합류하게 되는 비톨로에게 심각한 부상(발목 인대가 찢어짐)을 당해 2009년 1월이 지나서야 훈련에 참여할 수 있었고, OFI 크레테와의 홈경기에서 교체선수로 출전하며 복귀했다.

## 수상

### 클럽
- 프리메이라 리가: 2006–07
- 수페르타사 칸디두 드 올리베이라: 2006

### 국가대표팀
- UEFA U-17 축구 선수권 대회: 2003
- 유럽축구선수권대회: 우승 (2016)

### 개인상
- UEFA U-17 축구 선수권 대회: 2003년 대회 최고의 선수상
- 슈퍼 리그 최고의 외국인 선수상: 2011
- PAOK MVP: 2009–10, 2010–11